# Eridolius hofferi
Eridolius hofferi là một loài tò vò trong họ Ichneumonidae.